# 外交部 (哈薩克)
外交部（羅馬化：Syrtqy ıster ministrlıgı）是哈薩克政府部門，負責監督哈薩克的對外關係。

## 歷史
哈萨克歷史上的第一個外交部成立于20世纪20年代初，當時是突厥斯坦蘇維埃社會主義自治共和國的外交办公室。 该部的負責人被称为突厥斯坦蘇維埃社會主義自治共和國外交事务人民委员，其活动由突厥斯坦自治共和国外交事务委员会負責管理。 1944年2月，苏联通过了《关于在对外关系领域向加盟共和国提交权力以及将外交人民委员部从全联盟改为联盟共和国人民委员部的法律》后，在各加盟共和國設立了外交部长。这允許加盟共和国有权与外国直接建立外交关系，但是苏联外交部負責執行大多數外交政策。1991年哈萨克苏维埃社会主义共和国从苏联獨立並成立哈萨克斯坦共和国後，哈薩克斯坦外交部正式成立。

## 外部連結
- （英語、俄語和哈薩克語） Ministry of Foreign Affairs （页面存档备份，存于）